# Lago Airag

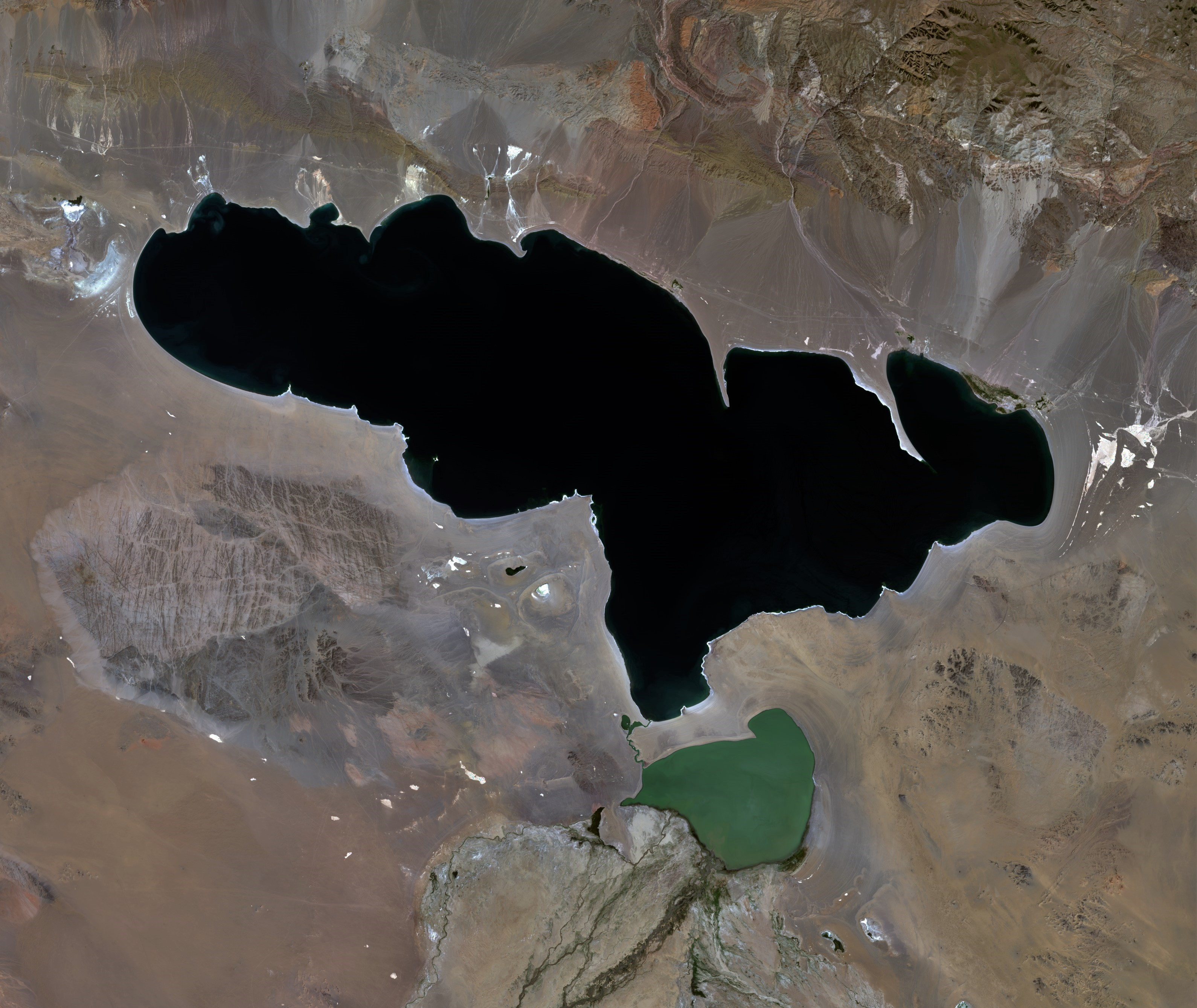
El gran lago Jiargas, situado al norte del lago Airag, en el que drena.

El lago Airag  o Airag nuur (en mongol: Айраг нуур) es un pequeño lago de agua dulce en Mongolia. Está ubicado en la depresión de los Grandes Lagos localizado administrativamente en el  aymag de Uvs, en el noroeste del país. Tiene una superficie de 143 km²,  con 18 km de largo y 13 km de ancho, y tiene 10 m de profundidad máxima.
El lago Airag es alimentado por el largo río Zavhan (de 808 km) y está situado al sur del  lago salado Jiargas, con el que está comunicado. El parque nacional Lago Jiargas, un área protegida creada en 2000, comprende ambos lagos y protege alrededor de 3328 km². Cada año más de 20 pares de pelícanos dálmatas anidan en el Airag.